# Melicope rigoensis
Melicope rigoensis är en vinruteväxtart som beskrevs av Thomas Gordon Hartley. Melicope rigoensis ingår i släktet Melicope och familjen vinruteväxter. Inga underarter finns listade i Catalogue of Life.